# Polder Elsgeest
Polder Elsgeest is een polder en een voormalig waterschap in de toenmalige gemeenten Sassenheim, Voorhout, Rijnsburg en de gemeente Oegstgeest in de Nederlandse provincie Zuid-Holland. De polder stond ook bekend onder de naam "Bangdijkpolder" of "Klein Profijtpolder".
Het waterschap was verantwoordelijk voor de vervening, drooglegging en later de waterhuishouding in de polder. Sinds 1999 wordt de polder op vrijwillige basis bemalen door de windmolen Hoop Doet Leven, die oorspronkelijk de polder Kamphuizen bemaalde.